# Trichinella nativa
Genre
Trichinella nativa est une espèce de nématodes de la famille des Trichinellidae.
Espèce vectrice de la trichinose, on la retrouve chez certains Suidés, comme le Sanglier, certains Pinnipèdes comme le morse ou encore chez les Ursidés.
Elle est répandue dans tout l'hémisphère nord, à l'exception d'une grande partie de l'ouest de l'Europe.